# Nacionalni park Soomaa
Nacionalni park Soomaa (est.: Soomaa rahvuspark) se nalazi u jugozapadnoj Estoniji u okrugu Viljandimaa. Nacionalni park je osnovan 8. prosinca 1993. zbog zaštite močvara, livada i šuma.
Park zauzima površinu od 390 km², te predstavlja drugi nacionalni park po površini nakon Lahemaa.
U parku se nalaze 524 različite vrste viših biljaka, 172 vrste ptica (uključujući orlove), te 46 vrsta sisavaca (kao što su: los, dabar, vuk i medvjed). 
Glavno obilježje nacionalnog parka je peta sezona – poplave koje se redovito javljaju između zime i proljeća.
1998. je sugerirano da se nacionalni park Soomaa uključi na popis svjetske baštine UNESCO-a.

## Vanjske poveznice
- Nacionalni park Soomaa